# Dawachi
Dawaachi (Mongol, bitchig : ᠳᠠᠸᠠᠴᠢ, translittération : Dawaachi ; mongol cyrillique : Даваач, translittération : Davaach ; chinois : 达瓦齐 ; pinyin : dáwǎqí), parfois écrit Dawadji en français, mort en 1759 est un Tchoros-Oïrat, Khong Tayiji (Khan) du Khanat dzoungar, petit fils de Tséreng Dondoub, il seconde le prince khoït, Amoursana.

## Biographie

### Famille
Dawachi appartenait au rang le plus élevé de l'aristocratie Dzungar. Il fait remonter son ascendance directement à Erdeni Batur (mort en 1635), le fondateur du Khanat de Dzoungar. Son grand-père était Tsering Dondup. Son frère, Tsewang Rabtan (1643-1727), dirigea l'invasion et l'occupation du Tibet par les Dzoungar en 1717. Son père était le cousin germain de Galdan Tseren, le Khong Tayiji du khanat de Dzoungar de 1727 à 1745.

### Contexte
Dawachi, dont les pâturages étaient centrés dans la région de Tarbagatai, s'est fait connaître pour la première fois lorsque lui et son allié de Khoit-Oirat, Amursana, se sont opposés au règne de Lama Dorji (1728-1753), qui s'était emparé du trône de Dzoungar après avoir assassiné son frère Tsewang. Dorji Namjal en 1750. Le règne du père de Lama Dorji, Galdan Tseren, représenta une résurgence de l'influence politique, militaire et économique du khanat de Dzungar en Asie centrale après les défaites des forces de Galdan Boshugtu Khan face à l'armée Qing cinquante ans plus tôt.
À la mort de Galdan Tseren en 1745, ses trois fils se disputèrent la succession. L’anarchie politique qui s’est ensuivie a pratiquement anéanti les acquis réalisés sous Galdan Tseren. En 1751, l'attaque militaire préventive de Lama Dorji vainquit les forces fidèles à Dawachi, qui furent contraintes de fuir de l'autre côté de la frontière vers le territoire du khanat kazakh. Avec un millier de ses hommes, lui et Amursana marchèrent vers Ili où ils surprirent Lama Dorji et le tuèrent le 13 janvier 1753. D'autres sources affirment que Lama Dorji fut tué par ses propres troupes en décembre 1752.

### Dawachi prend le pouvoir
Après la mort de Lama Dorji, Dawachi revendique le titre de taisha des Dzungars en raison de sa lignée aristocratique. Amursana, bien que prince, était d'origine considérablement plus simple et était d'origine Khoit plutôt que Dzungar. Néanmoins, Amursana, qui avait épousé la fille d'Ablai Khan, khan du khanat kazakh voisin, et avait négocié le soutien de divers chefs de clan Oirat, a appelé Dawachi à partager les terres du khanat entre eux comme Amursana lui avait dit qu'il lui avait été promis.
Dawachi refusa et attaqua Amursana en 1754, le forçant à fuir vers l'est jusqu'à Khovd où il prêta allégeance à l'empereur Qianlong de l'empire Qing. L'empereur Qianlong a accepté de soutenir les plans d'Amursana pour vaincre Dawachi, qui comprenaient la reprise d'Ili et de Kashgar voisin. Pendant ce temps, la plupart des Oirat Khoshut avaient suivi Amursana et avaient fait défection vers les Qing, laissant Dawachi avec seulement les Dzungars sous son contrôle.

### La campagne d'Ili
Fin 1754 et début 1755, dans une tentative de régler définitivement le problème de la Dzungaria, vieux de 60 ans, l'Empereur Qianlong donna l'ordre d'une avancée finale sur la Ili. Environ 200 000 soldats ont été mobilisés pour une campagne contre Dawachi. Beaucoup étaient des Khalkha Mongols, qui ont fourni des dizaines de milliers de chevaux et de mulets à cet effort. Amursana a été nommé vice-général de la gauche de l'armée de la route du Nord pour la pacification des frontières. Le général Ban Di prit le commandement suprême de l'armée, qui partit d'Uliastai en mars 1755 et rejoignit l'armée de la route occidentale sous Yong Chang et Salar (薩喇勒) trois mois plus tard. Les forces combinées atteignirent la Bortala en juin 1755. Militairement, la campagne fut beaucoup plus réussie que prévu.
Il y a eu des désertions massives parmi les forces de Dawachi lorsqu'elles ont appris qu'Amursana faisait partie de l'armée qui approchait. En désespoir de cause, Dawachi envoya une délégation à Pékin dirigée par son fils, qui exprima le désir de son père de devenir vassal de l'empire Qing. L'armée Qing n'a pas répondu et a poursuivi la campagne. Après plusieurs escarmouches et batailles à petite échelle le long de la rivière Ili, l'armée Qing dirigée par Zhaohui s'est approchée de la Ili et a forcé Dawachi à se retirer vers le sud-ouest, dans le montagnes Gedeng où il a fait une dernière bataille avec ses 10 000 hommes restants. L'armée de Dawachi est mise en déroute. Dawachi a été capturé par Hakim Beg Khojis, gouverneur musulman de Us-Turfan, qui l'a envoyé à Pékin.
Là, l'empereur Qianlong fit preuve de clémence, accordant à Dawachi un titre princier et lui permettant d'épouser une princesse de la famille impériale Qing. Les dernières années de la vie de Dawachi se passèrent à Kalgan où, en 1759, il mourut des suites d'une consommation excessive d'alcoolIl.

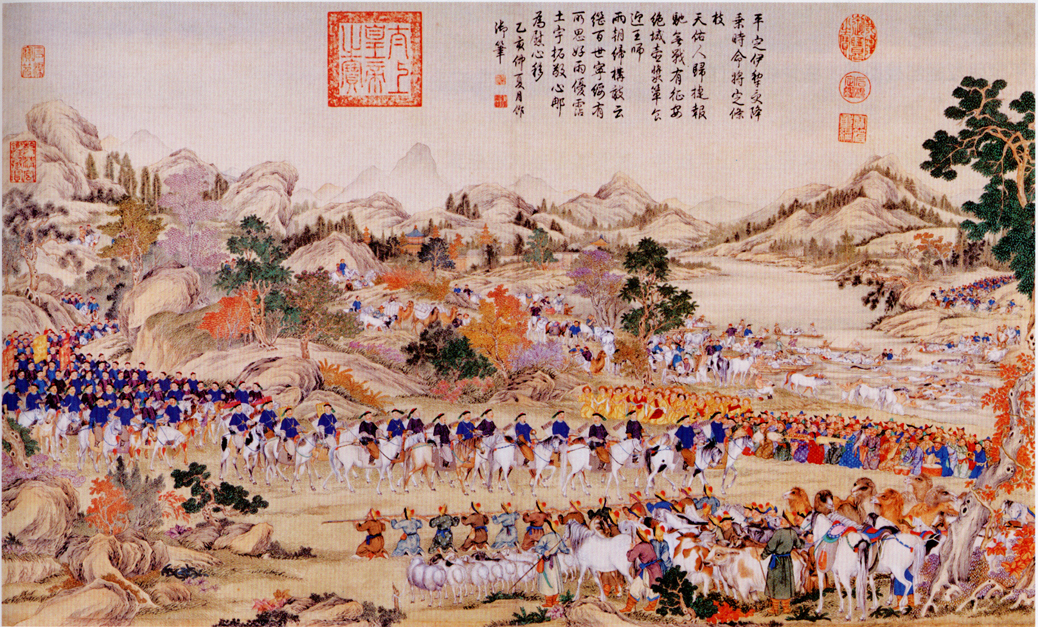
les Dzoungars se rendent à l'armée mandchoue en 1755

Son règne marque la fin de la Guerre Dzoungar-Qing, lorsqu'il est battu par l'armée de la dynastie Qing mandchoue contrôlant l'Empire chinois et de ses alliés mongols orientaux à Ili (ou Gouldja), en 1755. L'armée Qing dirigée par Pan-ti, retrouve Dawachi à Aksou, et livré aux chinois, et renvoyé à Pékin où il est traité avec humanité par l'empereur Qianlong.